# Personliga val
Personliga val är ett coveralbum av svenska sångaren Peter Jöback, släppt den 24 november 1997. Albumet placerade sig så högt som andra plats på svenska albumlistan.
Låtarna var original från musikaler, men Jöback ville ha ett mer poporienterat sound och valde Johan Ekelund som producent. Tillsammans med honom och Hans Marklund spelade Jöback in 13 melodier som ansågs mindre kända i Sverige.

## Låtlista
1. Nu eller aldrig (This Is the Moment)
2. Led hans väg (Bring Him Home)
3. Varför Gud? (Why God, Why?)
4. En sång om oss
5. Spindelkvinnans kyss
6. Det måste finnas bättre liv än det (There's Gonna Be Something Better Than This) / På väg (Move On)
7. Ut mot ett hav
8. Jag vill inte ha nåt regn på min parad (Don't Rain On My Parade)
9. Nå't fint som pågår (Good Thing Going) / Varje dag som går
10. Vem ser ett barn? (Pity the Child)
11. Ett hörn av himlen (A Piece of Sky / Papa, Can You Hear Me?)

## Listplaceringar
| Lista (1997-1998) | Topplacering |
| ----------------- | ------------ |
| Sverige           | 2            |